# Gruppo astronauti NASDA 1
Il Gruppo astronauti NASDA 1 è formato da tre astronauti che la NASDA, sostituita nel 1993 dalla JAXA, selezionò nel 1985. 

## Lista degli astronauti
- Takao Doi

STS-87, Specialista di missione
STS-123, Specialista di missione
- Mamoru Mōri

STS-47, Specialista del carico utile
STS-99, Specialista di missione
- Chiaki Mukai

STS-65, Specialista del carico utile
STS-95, Specialista del carico utile